# Робітництво
Робітництво (робітники, пролетаріат, робітничий клас) — це клас найнятих людей, які виконують поставлене своїм керівництвом завдання за певну оплату. 
Одне з основних понять марксизму та радянського компартійного суспільствознавства. Суспільний клас вільнонайманих, переважно індустріальних, але також і сільськогосподарських та інших виробників матеріальної продукції, зайнятих найманою, переважно фізичною працею, які не мають власних знарядь виробництва. Цим робітники відрізняються від кустарів, ремісників, селянства, інженерно-технічного та адміністративного персоналу, службовців тощо. Робітництво нелегко піддається точному статистичному визначенню і часто зливається з суміжними класами. Здебільшого мається на увазі промисловий пролетаріат. У радянській статистиці до робітництва зачисляються промислові транспортні робітництва, а також робітництва радгоспів тощо. З появою нових професій (наприклад, шоферів, операторів автоматичних машин тощо) та зі зростанням технічної освіти, якісний і кількісний оклад робітництва помітно змінюється. Питома вага робітництва фізичної праці завдяки механізації, має тенденцію до постійного зниження.

## Історія до 1861 року
Робоча сила в промисловості існувала в Україні віддавна. Наймані робітники, які походили з різних суспільних прошарків, були звичайним явищем у промислових і мануфактурних закладах, а, зокрема, на будах, руднях, гутах, папірнях тощо. Починаючи з XVI століття здебільшого найманими були вільні робітники. Крім них, були ще підданські (а згодом, кріпацькі) робітники в панських чи церковних (монастирських) маєтках. В умовах докапіталістичного господарства, зокрема за часів кріпацтва, робітництво в Україні ще не становило окремого суспільного класу. У XVIII і в першій половині XIX століть більшість закладів фабрично-заводської промисловості належала поміщикам (так звані «вотчинні фабрики»), які використовували підданську (згодом кріпацьку) працю. Казенні й «посесійні» фабрики (спочатку мануфактури), на яких, крім вільних робітників працювали приписні селяни, були в Україні порівняно рідкісним явищем. Більшість робітників була так чи інакше пов'язана з сільським господарством. Виняток становили тільки робітники, яких поміщики або уряд переводили з Росії й Білорусі для праці на промислових закладах України. Відірвані (здебільшого назавжди) від сільського господарства й рідного ґрунту, вони перетворювалися на постійних і спадкових промислових робітників. Вільнонаймані робітники за докапіталістичних часів були головними (хоч і не завжди) на купецьких, колоністських і взагалі недворянських підприємствах, яких тоді було ще небагато.
В першій половині XIX століття у зв'язку з подальшим розвитком промисловості, збільшенням розмірів фабрик, з частковою або повною механізацією виробництва, поміщицькі власники фабрик починають, окрім праці кріпаків, використовувати найману працю (себто оплачувати фабричну працю своїх кріпаків). Розвиток цукрової промисловості та поява великих, здебільшого механізованих цукроварень, зокрема рафінарень, вимагали поширення джерел робочої сили, шляхом «оренди» кріпаків у сусідніх чи дальших дідичів або ж коштом збільшення вільнонайманих робітників. Ріст промисловості, щораз більша нерентабельність кріпацької праці й збільшення вільнонайманого робітництва підривали основи кріпацької системи та прискорювали розвиток капіталістичних відносин не лише в царині промисловості, а й загалом в господарстві країни й врешті-решт привели до скасування кріпацтва в 1861 році й перемоги капіталістичної системи. Якщо число вільнонайманих робітників в Україні у 1828 р. становило приблизно 25%, то в 1861 р. воно збільшилося до 75%, а невдовзі після реформи 1861 р. індустріальне робітництво стає винятково вільнонайманим і поступово створює окремий суспільний клас.

## 1861—1917 роки
Капіталізм в Україні як у промисловості, так і в поміщицькому сільському господарстві розвивався значно швидше, ніж у Росії та з більш глибокими циклічними кризами й хвилями масового безробіття, що вплинуло на специфіку формування й зростання робітництва в Україні. Після скасування панщини через малоземелля, аграрне перенаселення й тяжкі викупні платежі, зростало зубожіння значної частини селян, тож вони стали головним джерелом утворення класу робітників. Разом з цим, кількість робітництва почала активно зростати та становила в Україні в 1860 р. — 86 000 осіб. Нижче подано кількість промислових робітників і їх розподіл за 9 українськими губерніями (пересічно на рік у тис. і в дужках у %):
| Роки         | 1861— 70       | 1871— 80       | 1881— 90       | 1891— 1900     | 1900           |
| ------------ | -------------- | -------------- | -------------- | -------------- | -------------- |
| Правобережжя | 66,9 (46,9%)   | 66,1 (50,7%)   | 77,1 (45,2%)   | 92,1 (35,7%)   | 104,3 (32,0%)  |
| Лівобережжя  | 57,0 (40,0%)   | 40,5 (31,1%)   | 42,9 (25,2)    | 56,3 (21,8%)   | 71,3 (21,8%)   |
| Степ         | 18,7 (13,1%)   | 23,7 (18,2%)   | 50,4 (29,6%)   | 110,7 (42,5%)  | 151,8 (46,2%)  |
| Вся Україна  | 142,6 (100,0%) | 130,4 (100,0%) | 170,4 (100,0%) | 259,1 (100,0%) | 327,4 (100,0%) |

| Рік  | кількість (тис.) |
| ---- | ---------------- |
| 1901 | 360,2            |
| 1902 | 354,7            |
| 1903 | 370,7            |
| 1904 | 372,4            |
| 1905 | 371,0            |
| 1906 | 418,0            |
| 1907 | 431,3            |
| 1908 | 449,5            |
| 1909 | 441,7            |
| 1910 | 481,0            |
| 1911 | 513,4            |
| 1912 | 549,4            |
| 1913 | 631,6            |
| 1914 | 631,4            |
| 1915 | 635,3            |
| 1916 | 812,5            |

Ці дані стосуються лише промислових закладів, які мають не менше 16 робітників і механічний двигун, або не менше 30 робітників без двигуна. За переписом 1897 р. всіх промислових робітників в Україні було 425 413 осіб, що становило 7,4% всього самодіяльного населення.
Частка всього робітництва становила 1 478 109 осіб (у тому числі 199 491 поденників і чорноробів, 430 693 — слуг, 424 569 працівників у сільському господарстві і 425 413 промислових робітників). Протягом 1880-1900-их pp. відбулися глибокі зрушення в структурі української промисловості й центр її ваги остаточно перемістився на Південь, де виникла нова важка промисловість. Ще у 1875 р. 91% усіх фабрично-заводських робітників України працювали в легкій та харчовій промисловості і лише 9% у важкій промисловості; відсотки на 1895 р.— 64% і 36%, на 1912 р. — 39% і 61%. У дійсності частина робітників була більшою, бо переписи не охоплювали всіх сезонних працівників. Взагалі статистичні дані про них не є докладними.
Утворення робочих кадрів в Україні, зокрема в її степовій частині, було складним завданням. Основним людом було селянство. Кадри не могло дати міське населення, оскільки воно було нечисленним, та й найбільші промислові підприємства повстали за межами міських осередків. Степ, у якому була зосереджена промисловість України був мало заселений, та й саме сільське господарство степу вимагало великої кількості робітників. Селяни з аграрно перенаселеного лісостепу неохоче відривалися від землі, щоб перейти до нової соціальної групи. Вони були готові йти у найми до поміщиків півдня (зарплатня не була нижчою, ніж у промисловості) або до цукроварень в лісостеповій частині, а з кінця XIX століття переселялися масово на вільні землі Сибіру, Далекого Сходу і Туркестану, де не міняли свого традиційного зайняття.
Українська промисловість у степу до початку XX століття відчувала дефіцит робітників, зокрема кваліфікованих. Ці кадри давало російське селянство (переважно з центральної Росії), яке було психологічно прив'язане до землі значно менше, ніж українське, а стимулом до його мандрівок на південь була на 40—50% вища зарплатня в промисловості й сільському господарстві України, ніж у Росії. За деякими обрахунками, поміж шахтарів Донбасу вихідці з центральної Росії становили у 1871 р. — 82,5%, 1884 р. — 59,9%, 1900 р. — 55,7%. Подібна ситуація була в залізоробній, будівельній та транспортній промисловості, натомість у цукроварній промисловості переважали українці. У 1890-их роках у великих містах України було відкрито понад 50 бірж праці на яких робітники, що шукали роботу, мусили реєструватися. За переписом 1897 року 44% робітників країни (в степу 65%) складалося з переселенців (у Російській імперії — 36,3%, у Польському королівстві  — 30%), частково з інших українських губерній, більше з зарубіжних.
Українське робітництво лише частково вважало промислову працю за постійне зайняття. Плинність працівників була не тільки у тих галузях промисловості, які мають сезонний характер (наприклад, цукроваріння), але і в інших. До 1890-их років на Донбасі та Придніпров'ї у металургії за винятком переселенців майже не було постійних місцевих кадрів. Вони приїжджали на зиму без родин, а на літо поверталися до своїх осель (тому копальні мусили зменшувати свою продукцію). Решта шахтарів жила переважно в довколишніх селах та займалася одночасно сільським господарством. У 1913 році плинність робітників у металургії України сягала 60%, на вугільних копальнях від 80% до 85%. Питому вагу цих змінних кадрів серед них ілюструють дані перепису 1897 р., за якими лише 48,6% робітників були одружені, а з них аж 55% жило поза родиною.
Вищезгадані статистичні матеріали дозволяють отримати деяку демографічну характеристику робітників України. За переписом 1897 року жінки становили 9,3%, а серед дорослого населення — 7,1% (1901 році— 11,1%, 1912 році — 18,3%), діти (до 12 років) і підлітки (до 16 років) — 13,3%. За даними 1901—13 рр. численність пролетаріату зросла: серед чоловіків на 30%, жінок на 81%; дорослих на 20%, підлітків на 83%. Найбільше жінок і підлітків працювало у харчовій та легкій промисловості, найменше у важкій і кам'яновугільній (серед шахтарів Донбасу жінки становили 1,4%, підлітки 7,4%). У 1902 році 70% робітників України проживали у селах, лише 30% у містах, в тому числі 49 800 тисяч у 8 містах: Одесі, Єлисаветграді, Катеринославі, Києві, Черкасах, Харкові, Кременчуку та Миколаєві.
Поділ робітників за окремими галузями праці 1912 року виглядав наступним чином: 
З 495,3 тисяч працівників загалом у гірництві працювало 240,8 тисячі(46,6%), в металургії 137,6 тисячі (27,6%), а в машинобудівній промисловості 49,5 тисячі (10,0%). У видобутку й обробці каміння, землі та глини — 33,8  тисячі (6,8%), у інших галузях — 33,6 (6,8%). З двох основних галузей праці — харчова була переважно сезонною, вугільна давала зайняття здебільшого некваліфікованим.
За обчисленнями М. Порша на підставі перепису 1897 року, українці становили серед промислових робітників меншість — 137,7 тисяч або 32,4% від загальної кількості.  Вони працювали на виробництві одягу (20,8 тисяч — 35,2%), на обробці металів (19,4 тисячі— 32,8%), будівництві (17,9 тисяч— 37, 8%), на залізницях (13 тисяч — 41,5%), у харчовій промисловості (14,0 тисяч— 31,4%), на обробці дерева (10,7 тисяч — 35,9%), у руднях (9,7 тисяч — 33,8%).
На початку XX століття у розвитку робітництва України відбулися значні зміни. Хоч зарплатня в промисловості підвищилася і перевищувала зарплатню у сільському господарстві, міграція російських селян в Україну помітно зменшилася, бо тоді прискорився розвиток промисловості у центральній Росії, та й середня зарплатня там була вже на 12% вища, ніж в Україні. Тому більшість нових робітників в Україні походила з українського селянства. Про збільшення робітничого класу завдяки українським селянам свідчать такі приклади: на Полтавщині у 1900 році було зареєстровано 56 189 селян, які відходили на заробітки, станом на 1910 рік їх кількість зросла до 82 675.
Земельний перепис на Харківщині зареєстрував  в безпосівних сільських господарствах таке число осіб у робочому віці, які працювали в промисловості (у тис.): у галузях не пов'язаних з хліборобством — 392,5 тисячі, у частково пов'язаних з хліборобством — 128,3 тисяч і 116,6 тисяч у галузях, які були нерозривно пов'язаними з хліборобством. Разом з збільшенням кількості робітників у 1897 і 1910 роках подвоїлося населення промислових міст таких, як Юзівка, Кривий Ріг, Кам'янське, Маріуполь, Синельникове, Дебальцеве. Розрослися робітничі передмістя Харкова, Катеринослава, Києва, Одеси та Миколаєва.
Робоче законодавство в Російській імперії у своєму розвитку сильно запізнилося і було лише повільною реакцією уряду на виступи пролетаріату. Законодавство орієнтувалося на потреби російського робітництва у старих промислових районах Москви і Петербурга та не брало до уваги специфічних потреб українських робітників. Проте й ці закони часто не дотримувалися адміністрацією, яка ставилася до пролетаріату з ворожістю. Найважливіші закони, що стосувалися робітників: від 1 червня 1882, 3 червня 1890 І 2 червня 1897, що регулювали робочий день та працю жінок і підлітків; закон від 3 червня 1886 покращив загальні норми умов праці. У 1889 році заведено наймати інспекторів праці до фабрик, а у 1906 році дозволено утворення профспілок. Закони від 3 червня 1903 і 22 червня 1912 років були спробами встановлення організації соціального забезпечення.
Час праці робітників зазнав скорочень з 12 годинного дня у XIX столітті до 10 годинного під час революції 1905 та 1906 років. Він був меншим для жінок, ще менший (8 годин) для підлітків.  У 1913 році 29,5% робітників працювало до 10 годин на день, 27,9% - 9 годин, 15,5% понад 11 годин, 10,0% працювали від 10 до 11 годин, 7,1% лише 8 годин на день. У найпоширеніших в Україні галузях робочий день тривав по різному. У харчовій промисловості 48,6% працівників були вимушені працювати 11 годин, 18,8% - 10 годин, 12,9% - 8 годин , 11,4% від 10 до 11 годин, 5,4% від 9 до 10 годин на день. У кам'яно-вугільній промисловості на підземних роботах 58,8% працівників працювали 10 годин на день, 15,8% понад 11 годин, 11,9% — 8 годин, 11,7% від 10 до 11 годин. Чимало працівників працювало додатково (обов'язково або добровільно).
Пересічна річна заробітна плата робітників України становила 216 карбованців у 1913 році. У 1910 році вона сягала за золотим паритетом — 22% від середньої платні робітника у Західної Європі.  Найвищою оплата була у металообробній промисловості (347 карбованців), найгіршою (139 карбованців) у харчовій; для промислових підприємств з-поза території степу й великих міст близько 200 карбованців на рік. Зарплатня в гірництві піднеслася з 267 карбованців у 1904 до 357 у 1905 році. Заробітки працівників вищої категорії були вдвічі, або навіть втричі більше, ніж некваліфікованих. Більша частина зарплатні робітників йшла на харчування. Від 1891 до 1900 року денний заробіток у сільському господарстві степу становив на весні 0,5 карбованців, влітку 0,9 карбованців тобто був майже такий, як і в промисловості. Економічне становище погіршували штрафи та нерегулярна виплата зарплатні, часто бонами або харчами.
Житлові умови робітників були незадовільні. Найкращі у містах, найгірші на Донбасі, де більшість жила в казармах або землянках. У Києві станом на 1913 рік лише 28,0% самотніх працівників мало кімнату, 39% власний куток, а 6% тільки ліжко.

### Медична допомога
Медична допомога для робітників була у початковій стадії розвитку. Санітарні умови і безпека праці були погані, тому нещасні випадки були великою проблемою. Під наглядом фабрично-заводської інспекції у 1912 році було введено вперше забезпечення від хвороби, каліцтва і смерті. Проте було охоплено тільки частину всіх працівників. Відшкодування за втрату працездатності можна було одержати лише через суд.

### Освіта
Освіта робітників в Україні була низькою. За міськими переписами 1866—74 рр. грамотність серед чоловіків сягала 33—50%; жінок від  27 до 40%. Серед «промислового населення» у 1897 році 50,8%, а у 1914 вона збільшилася приблизно до 70%. Лише незначний відсоток працівників мав нижчу професійну освіту. На початку XX століття в Україні було понад 100 фабрично-заводських шкіл для дітей робітників. Соціально-економічна, політична та національна свідомість робітників в Україні розвивалася дуже повільно. Слабка урбанізація, важкі умови життя у сільській місцевості, непостійне працевлаштування, важкі побутові умови, низький рівень освіти й культурного просвітництва, а також свавілля працедавців призвело до того, що у пролетаріату, як класу, не було гарних умов для життя як в Україні, так і в усій Російській імперії. До революції 1905 року існував лише сурогат робітничих товариств — товариства взаємної допомоги (насамперед серед друкарів і прикажчиків), але вони, як і різні зародки професійних організацій, мали мінімальний вплив на робітників. Профспілки розвинулися масово під час революції 1905—1907 років, поки що нелегально, а пізніше на підставі закону від 4 червня 1906 року. Проте, нормальному їхньому розвитку перешкоджала нестабільність. Нечисленні постійні кадрові робітники були зацікавлені у збереженні праці та в покращенні її умов. Пролетаріат, як клас був не готовим до стабільної, масштабної та систематичної роботи над покращенням свого становища. Тому робітничий рух в Україні починаючи з 1870-их pоків набував вибухових форм стихійного, гостросоціального конфлікту і протесту, нерідко у формі кривавих бунтів. Страйки, спершу виключно місцеві й спонтанні, набирали дедалі більш масового масштабу не дивлячись на терор з боку поліції. У липні-серпні 1903 року вони охопили майже всю Україну, коли одночасно у 15 містах страйкувало близько 150 000 робітників. Цей страйк, як й інші, був придушений військом, але вже 1905 вибухла революція, внаслідок якої були дещо розширені права працівників і на деякий час покращилися умови життя і праці.

### Політичні організації
Першими в Україні і в Російській імперії політичними організаціями були «Південноросійський союз робітників», створений в Одесі 1875 р. Є. Заславським і Ф. Кравченком та «Південно-руській робочий союз» у Києві 1878 р. на чолі з Г. Попковим і В. Владиченком. Обидві організації були під впливом революційного народництва й марксизму та мали підпільні утворення на кількасот осіб. Пізніше постало багато інших політичних гуртів і організацій, а потім політичних партій: Бунд, РСДРЛ,Українська Соціально-Демократична партія та УСДРП. На відміну від Росії, серед робітників України існувало значно більше різноманітних нелегальних і легальних ідеологічних груп. По Україні ширилася європейська соціалістична література, тут були більше поширені ідеї анархізму, синдикалізму, утопійного соціалізму, «кооперативного суспільства» та інших течій.
Український робітничий рух почав ширитися на початку XX століття у зв'язку з розвитком діяльності українських соціал-демократів. У 1902 на Донбасі поширювано перші "метелики" українською мовою, завезені з Галичини. Після 1905 року повстали більші групи організованого українського пролетаріату в Катеринославі, Києві й Полтаві. Значно краще, ніж українське та російське робітництво в Україні, були організовані єврейські працівники. За роки перед першою світовою війною у зв'язку з подальшим зростанням промисловості і збільшенням постійних робітничих кадрів прискорився процес оформлення пролетаріату як класу, але його затримали воєнні події. 
Розвиток воєнної індустрії спричинив збільшення кількості робітників (з 631,6 тис. у 1914 до 812,5 у 1916 році, у тому числі у кам'яновугільній промисловості — з 89,1 до 237,8 тисяч, в інших галузях пов'язаних з гірництвом з 139,0 до 389,1 тисяч), причому постійні кадри зменшувалися коштом зростання хаотичного і перемінного складу.
Частину всього пролетаріату за радянським визначенням станом на 1917 рік М. Рубач обрахував на З 612 тис., у тому числі промислових робітників (у тис.) 893, залізничників — 121, будівельників — 300, робітників міської ремісничої промисловості — 230,  сільської кустарної промисловості — 444, сільського господарства — 1 200, домашніх слуг — 365, Р. торгівлі, міського транспорту та інших — 59 тисяч. Враховуючи родини, пролетаріат України становив 13,1% всього населення (в Росії — 11,0%).

## 1917–1971
У революції 1917 — 20 в Україні участь робітників спершу проявилася у великих політичних демонстраціях і страйках та у спонтанній організації профспілок. Перший Всеукраїнський Робітничий З'їзд, що відбувся 24 — 27 липня 1917 року у Києві, висловив підтримку Українській Центральній Раді і обрав 100 депутатів (70 членів УСДРП і 30 УПСР) у Всеукраїнську Раду Робітників, які згодом увійшли до складу Центральної Ради. Другий з'їзд (26 — 27 травня 1918 року), що відбувся нелегально в Києві, висловився проти гетьманського уряду, за самостійність УНР. На таку ж позицію стали й три Всеукраїнські з'їзди залізничників. Всеукраїнський з'їзд Рад робітничих, солдатських і селянський депутатів у Києві в грудні 1917, хоча й ініційований більшовиками, підтримав Українську Центральну Раду, після чого більшовики скликали у Харкові свій з'їзд, на якому проголосили «владу рад» (совітів) в УНР. Чимало робітників було членами Трудового Конгресу. Українська Центральна Рада III Універсалом проголосила свободу страйків, установила 8-годинний робочий день, визнала за робітниками право контролю над промисловістю. Бурхливо розвивалися профспілки, ставлення яких до більшовиків було також негативне. Провідні діячі українського робочого руху входили до складу українських урядів. У процесі революції невелика політично свідома частина промислових робітників поділилася за національної ознакою: українці, що були свідомі своєї національності, підтримували переважно УНР і партії УСДРП, УПСР, лише почасти — російських більшовиків і меншовиків; росіяни і менше свідомі українці спершу в більшості підтримували РСДРП, пізніше більшовиків, почасти інші соціалістичні партії й іноді українські; євреї підтримували свої та російські партії, а іноді й українські. У процесі громадянської війни і чужих інтервенцій промисловість в Україні була зруйнована. Частина робітників намагалася забезпечити собі працю шляхом захоплення підприємств та встановлення над ними робочого контролю (див. Націоналізація). Проте, це допомогло мало, і за 1918 — 22 в Україні чимало робітників декласувалося, їхня кількість у цензовій промисловості зменшилася аж на 70% (у тис.): 1914 — 631,4, 1917 — 812,5, 1921—316,5, 1922 — 280,5, 1923 — 277,4. Тільки з 1924 р. їх чисельність почала зростати: 1924 — 349,0, 1925 — 385,2, 1926 — 541,1, 1927 — 617,9, 1928 — 653,9.
Закріпившись при владі, більшовики, щоб побороти кризу, намагалися серед робітників ввести воєнну дисципліну, але ці заходи викликали у них опір. З переходом до НЕПу у 1921 році вперше запроваджено страхування від безробіття. Допомогу при безробітті в УРСР одержували у 1924 — 2 568 644 робітників, у 1927-28 — 116 829, але число зареєстрованих безробітних на біржах праці становило 211 950 осіб у жовтні 1928 р.. Плинність нефахових робітників в Україні ще довго була не меншою, ніж до революції, але у Донбасі фахових працівників бракувало. Крім того був ще чималий зв'язок робітництва з селом — серед шахтарів близько 50%. Серед нових працівників-металургів у 1926-29 рр. 23,5% ще мали землю, а 8,5% також хату і двір на селі; влітку вони поверталися на польові роботи на село. Проте, в кінці 1920-х pp. в Україні вже сформувався спадковий клас робітників, хоч він ще становив лише близько третини від загальної кількості.
Захопивши владу, РКП(б) розпочала політизацію робітників, тобто піднесення його «класової свідомості» шляхом агітації й пропаганди та їхнього виділення в «провідний клас» всього суспільства, надаючи йому певних соціальних привілеїв, таких як переважне право на вищу освіту, на партійні й урядові посади тощо. Відтоді і до другої світової війни належати до класу робітників чи походити з неї було вигідно. Під час першої п'ятирічки і колективізації сільського господарства набула поширення практика так званого висуванства, коли партія вибирала з-поміж робітників таких, яких вона посилала вчитися до вищих шкіл, очолювати будівництва й нові підприємства та різні органи влади (зокрема сільські), створювати колгоспи, МТС тощо. Так, у 1933 серед секретарів сільських райпарткомів 58% були робітники; серед голів райвиконкомів — 50%. Поміж випускників ВУЗів у 1933-37 рр. 44,4% становили робітники або їхні діти. Поміж директорів промислових підприємств у 1936 р. 50-60% становили вихідці з пролетаріату. Але керівна роль робітників в радянській державі й партії була і є фікцією, бо вся влада фактично належала партійним апаратчикам різного соціального походження.
У добу індустріалізації кількість робітників в УРСР зростала дуже швидко, у середньому приблизно на 8% щороку. Про це свідчать опубліковані частки робітників великої промисловості (у тисячах): 1 жовтня 1925 — 570,6; 1 жовтня 1927 — 653,8; 1 жовтня 1929 — 732,8; 1 липня 1933 — 1015,5; 1 вересня 1939 — 1 326,9. Крім цих робітників, у 1927-28 рр. працювало у дрібній та ремісничій промисловості (74% її було приватною) 86 900 осіб, у будівництві — 100 200, на транспорті — 247 400. У великій промисловості підлітки становили 5,1%, жінки — 14,2% всіх робітників (офіційно безробіття було ліквідоване у жовтні 1930). У кінці 1937 р. в усій промисловості УРСР нараховувано 1 822 000 працівників, у 1940 (у нових кордонах — 2 206 000, в усьому народному господарстві — 4 578 000).
В умовах колективізації й голоду був стихійний наплив населення (особливо молоді й чоловіків) з села до промислових міст аж до часу, коли введено поліційну «приписку» у містах. Пізніше міграція з села до міста здійснювалася у значній мірі за контрактами у плановому порядку. Наприклад, за планом на 1941, в СРСР організованому вивозові за межі області і республік підлягало 764 200 осіб (без родин), у тому числі з України до інших республік — 83200, або 11%, з областей РРФСР — 76%. Крім вихідців з села, важливим джерелом зростання робітників стали жінки з міст, які після 1930 р. мусили йти на працю чи вчитися, бо заробітку самого чоловіка на утримання родини не вистачало. Уже в 1936 р. жінки становили в промисловості України 30% усіх робітників.
Наплив селян, а також почасти й тодішня національна політика партії призвели до того, що у 1930-их pp. переважали українські робітники в промисловості. За переписом 1926 національний склад усіх робітників в УРСР (у дужках - відсотків від всього населення) був такий: українці — 41,6% (80,0), росіяни — 40,65% (9,2), євреї — 10,05% (5,4), інші — 7,8% (5,4). За даними Укр. Ради профспілок (також на 1926 р.) дещо інші значення: 51,7%, 30,5%, 12,1%, 5,7%; на 1931: 59,2%, 25,2%, 10,1% і 5,5%. З усіх членів профспілок говорили українською мовою 32,3%, при чому цей відсоток зріс серед металургів з 19,1% у 1925 р. до 45,9% у 1931 р., шахтарів з 19,4% до 65,0%. Поширенню української мови серед робітників сприяли також ліквідація неписьменності робітників і політика «українізації» шкільництва, культурно-освітніх установ, пропаганди тощо. Але не припинявся також і наплив фахових робітників з РРФСР. Робітники-українці здобували фаховий вишкіл безпосередньо при праці на заводах і фабриках або на короткотривалих курсах. Найбільш фахові робітники приїжджали з-за кордону разом з імпортованими машинами і навчали місцевих робітників.
Німецько-радянська війна 1941-45 рр. завдала Україні важких втрат. У 1941 р. було евакуйовано з України близько 1 млн робітників, приблизно 1,5 млн мобілізовано до війська; решта за німецької окупації розбрелася зі зруйнованої промисловості на села. Серед молоді, яку вивезли німці до Німеччини також було чимало робітників. Після війни не менше половини всіх цих робітників в Україну не повернулися. Кількість робітників у промисловості України зменшилася з 1 974 000 у 1940 р. до 950 000 у 1945 р., себто на 62%; у 1950 р. в промисловості було 1 788 500 робітників і в 1953 р. — 2 080 600. На відбудову народного господарства України було скеровано багато робітників з Росії та інших республік: (наприклад, азербайджанці відбудовували нафтову промисловість Галичини). Частково ці робітники пізніше повернулися на свою батьківщину, але інші, як також і чимало демобілізованих вояків, осіли в Україні. Однак, головним джерелом поповнення робітників за весь повоєнний період були спершу жінки й селяни, пізніше молодь. Серед робітників і службовців у всьому народному господарстві УРСР жінки становили 50% у 1945 р., 43% у 1950 р. і 50% у 1971 р.; серед робітників промисловості — 36% у 1947 р., 38% у 1950 р. і 45% у 1971 р.. З 1953 р. різко обмежено доступ учнів середньої школи до вищої освіти на денних відділах (до 20 — 25% випускників) і тим скеровано молодь на виробництво, а з 1956 дозволено брати до промисловості 15-літніх (як учнів). Середньорічна кількість робітників України у всьому народному господарстві за офіційною статистикою була така:
| Рік  | Робітники (у тисячах) |
| ---- | --------------------- |
| 1940 | 4578                  |
| 1945 | 3077                  |
| 1950 | 4971                  |
| 1955 | 6403                  |
| 1960 | 7904                  |
| 1965 | 9746                  |
| 1970 | 11602                 |
| 1971 | 11968                 |

Після воєнних втрат зростання кількості робітників в Україні було повільним (в середньому 293 300 на рік в період 1950-60 рр.), пізніше було збільшене міграційною політикою з села до міста та з-поза меж України (369 800 в період 1960-70 рр.), а в подальші роки знову сповільнилося. Після грошової реформи 1947 р., зі зниженням в кілька разів цін на споживчі товари, а у 1960-их pp. зі значним підвищенням зарплатні, помітно поліпшено життєвий рівень робітників у місті порівняно з селом. Це збільшило заохочення сільської молоді мігрувати до міст, бажання набути освіту й фах. В 1968 р. з-поміж тих, що закінчили середню школу у селах України, 44% пішли далі вчитися до міста, 20% стали відразу робітниками, решта залишилася на селі.
У 1960-их pp. уряд СРСР посилив так звані планові форми переміщення робітників, у тому числі й через систему їхнього організованого набору. За контрактами робітники направлялися з України до Росії й Середньої Азії, а з Росії на Україну, посилилася й спонтанна міграція (її географічні напрями приблизно ті самі). Так, новобудови в Сибіру наймають робітників в Україні, даючи їм подвійну платню, а селян з Центру контрактують на Донбас і до великих українських міст, особливо на сезонні роботи на будівництві, до харчової промисловості, у радгоспи (у них у 1970 р. було 160 000 сезонних робітників). Усі ці міграційні процеси партія здійснює для перемішування населення з метою посилення денаціоналізації республік та їх русифікації.
Баланс міжреспубліканського руху населення за 1959-70 рр. був додатнім; на кожних 100 вибулих з України прибуло 120. Протягом цього періоду переселилося на Україну близько 370 000 робітників з родинами, серед них багато росіян. Це явище було негативне і з соціально-економічного погляду, бо наявне й без того в Україні приховане безробіття внаслідок наплину росіян ще збільшується. Незадіяних працездатних в УРСР на 1970 р. було 2 200 000 (8%). За переписом 1959 р., серед безробітних чоловіків віком 20-29 pоків — 8,9%, 30-39 pp. — 5,1%, 40-49 pp. — 7,2%; Відповідно жінок — 23,9%, 27,9% і 33,4%. Це переважно мешканці невеликих міст і селищ, а також селяни, особливо на Правобережжі та в Західній Україні, хоча й на Донбасі у родинах робітників 30% працездатних не працювало поза своїм господарством (за данними 1969 р.). Крім того, чимало робітників, зайнятих у промисловості УРСР, були фактично зайвими (за деякими обчисленнями 1969 р. — 10-15%). За цих умов тривалий наплив росіян в Україну гальмує працевлаштування місцевого населення і знижує його життєвий рівень. З погляду політики це є одним з виявів національної дискримінації українців.
Плинність робітників у межах України у 1970 р. становила 31-32%. Більше половини цих робітників залишали працю з власного бажання, при чому понад половину з них становить молодь. За причину 23% з них вказали незадовільні житлові умови та 34% недостатню платню. Найбільша плинність була серед шахтарів та гірників, у харчовій промисловості (59%) і навіть у машинобудуванні (28%); на Донбасі і Дніпропетровщині, а також у Києві, Одесі, Львові, Харкові. У бюро для працевлаштування у 1969 р. було зареєстровано понад 850 000 осіб, які шукали роботу. Жодної допомоги на безробіття ніхто не одержував, бо офіційно безробіття не існувало. Особливо в критичній ситуації опинилася в той час міська молодь, серед якої безробіття часто сягало 20%. Разом робітники, що не мали праці, та сезонні робітники становили у 1967-69 рр. понад 2 млн. В 1959 р. всіх робітників (включно з радгоспними) в УРСР нараховувалося (з родинами) 17 123 106, у тому числі 28,3% на селі. Їхній розподіл по регіонам такий:
| Екон. райони             | у % до всіх робітників УРСР | у % до всього населення району |
| ------------------------ | --------------------------- | ------------------------------ |
| Півенний-Захід           | 53,5                        | 55,3                           |
| Донецько-Придніпровський | 33,9                        | 28,6                           |
| Південний                | 12,6                        | 42,6                           |

Найбільше робітників було у Донецькій, Луганській, Дніпропетровській та Харківській областях. З-поміж промислових робітників близько 20% діставалися до роботи з-за меж міста.
Середньорічна кількість робітників за галузями народного господарства така (у тис. і в дужках — у %):
| Галузь                | 1940         | 1960         | 1971          |
| --------------------- | ------------ | ------------ | ------------- |
| Промисловість         | 2206 (48,2)  | 3541 (45,0)  | 5206 (43,5)   |
| Транспорт і зв'язок   | 545 (11,9)   | 923 (11,6)   | 1393 (11,6)   |
| Будівництво           | 296 (6,5)    | 929 (11,7)   | 1384 (11,6)   |
| Сільське господарство | 459 (10,0)   | 868 (10,9)   | 1089 (9,1)    |
| Обслуга               | 1 072 (23,4) | 1 643 (20,8) | 2 898 (24,2)  |
| Разом                 | 4578 (100,0) | 7904 (100,0) | 11968 (100,0) |

Вагома вага робітників промисловості і сільського-господарства в 1960-70 рр. почала дещо зменшуватися, а обслуги зростати. Це явище, що спостерігається в усіх економічно розвинутих країнах. Зникає цілий ряд старих професій робітників (ковалі, залізничники-стрілочники і кочегари, гірники-забійники й кріпильники тощо), натомість з'являються нові професії (оператори машин-автоматів, кібернетичних машин тощо), а швидко розростаються деякі вже наявні (техніки, креслярі, пілоти, медичні й наукові техніки тощо).
В умовах сучасного науково-технічного проґресу постійне підвищення освіти й кваліфікації робітників стає данністю. В УРСР (як у всьому СРСР) рівень загальної освіти робітників помітно піднімається (робітники з освітою нижче 7 — 8 класів становили в 1939 р. близько 75%, 1959 р. — 40%, 1970 р. — 20%), проте стан професійно-технічної та спеціальної середньої освіти в цілому ще залишається незадовільний. Зростання загальної освіти серед робітників, а також те, що понад 40% їх становить молодь (середній вік робітників стає 35 pоків), надає робітникові нових соціально-культурних рис. Типовий робітник цього періоду вже багато читає, навчається на різних вечірніх курсах, має стремління підвищити свій життєвий рівень.
Незадовільне забезпечення відпочинку та культурних потреб, а також невдоволення матеріальним достатком і працею спричинює деморалізацію частини робітників. Крім частого залишення праці й шукання кращої, масовим явищем стають крадіжки на роботі, порушення дисципліни, хуліганство, пиятика. Порушників трудової дисципліни (не звільнених, а лише штрафованих) у промисловості України було 1969 р. — 9,1% всіх робітників, а звільнених — 59 200. Упродовж 1961-71 рр. на одного робітника в промисловості понад передбачені законом відпустки було втрачено 15 — 16 робочих днів на рік, у тому числі 83% — через хворобу, 14% — з дозволу адміністрації й 3% — прогули. До витверезників за цей період потрапляло в середньому близько 1 млн осіб на рік, значна частина стає хронічними алкоголіками.
Безнастанну й одноманітну партійну пропаганду, спрямовану на підвищення продуктивності праці, організацію соцзмагання тощо, робітник сприймає пасивно, обмежується формальним схваленням партійних постанов, за яким криється політична байдужість. Серед молодих робітників «громадські обов'язки» партії й комсомолу виконували 54—59%, та й то більша частина, коли йшлося про «народний контроль» торгівлі (проти спекуляції, розкрадання), садження дерев у парках тощо. Деяке зацікавлення викликають виробничі наради та профспілкові збори, коли обговорюються питання матеріального забезпечення й організації праці. Партія не має популярності поміж робітників, але в окремих випадках їй вдається налаштовувати певну їх частину, наприклад, проти селян (за високі ціни на базарі), опозиційної інтелігенції («антисовєтчиків», «націоналістів», «сіоністів»), закордонних «ворогів», що «хочуть війни» тощо. Робітники воліли б мати голос у рішеннях адміністрації, але це на практиці дуже обмежене. За останні роки подекуди виникали страйки, але влада або швидко й нещадно задушує їх, або, боячися поширення й розголосу страйку, йде на поступки, щоб потім їх знівелювати, а ініціаторів страйку покарати.
Офіційна статистика складу робітників не публікується. За деякими обчисленнями, робітниками в УРСР в 1959 р. були 34,0% із загального числа українців (1939 — 29,3%), тобто робітників української національності було 10 934 000 (63,8% заг. числа робітників). За приблизними обчисленнями — 53-59% всіх промислових і транспортних робітників в Україні вважали своєю рідною мовою українську як у 1959. р, так і у 1970 р., а володіло українською мовою 1970 р. не менше 63% всіх робітників
При зростанні питомої ваги українців серед робітників УРСР (що є наслідком міґрації з села і природного приросту міського населення) вживання української мови в місті зменшується, натомість зростає вживання російської мови, що спричинене русифікацією професійно-технічних шкіл, преси тощо і напливом міґрантів з Росії та вживання російської мови серед національних меншостей. Російська мова і російський елемент є також панівними в адміністрації великих підприємств та в господарських установах.
Русифікація українських робітників не означає, що вони перетворюються на національно свідомих росіян, вони скорше стають «місцевими», «радянськолюдьми», як правило, невисокої культури. Так само й російські робітники, що народилися в Україні, не тотожні в культурному й психологічному відношенні до справжніх національних росіян; багато з них володіє українською мовою, їхні соціально-економічні інтереси цілком збігаються з місцевими.
На збереження української національної свідомості серед робітників в Україні впливає те, що за повоєнний час на Центральні та Східні землі переселилося чимало молодих робітників українців із Західної України, а також соціально-економічна конкуренція, дискримінація з боку російських шовіністів, проросійська національна політика партії, суперечливість офіційної пропаганди, як і тимчасові міґрації українських робітників до Росії, Сибіру, Казахстану тощо, де вони почувають себе в національно чужому оточенні.
Наукових соціологічних досліджень про українських робітників немає, або їх висновки (станом на 1970 рр.) мало публікуються з уваги на їх політичне значення. Більш опрацьована історія робітників, але ця література має описовий і пропагандистський, а не аналітичний характер.
Матеріальне, соціально-політичне і правове становище робітників у радянських умовах незрівнянно гірше, ніж у розвинених країнах Заходу. Вони позбавлені права страйків і взагалі права в будь-якій формі відстоювати свої інтереси перед працедавцем, яким є держава. Щоправда, робітники зобов'язані бути членами профспілок, але останні стоять на сторожі інтересів держави і партії, а не трудящих.
В 1950-60 рр. навколо великих міст розрослися робітничі поселення-«супутники», а також розгорнено індивідуальне житлове будівництво на приватній базі. Наслідком цього є деяке покращення житлових умов. За офіційною статистикою, пересічна житлова площа міського мешкання (вона вища від пересічної для робітників) на 1963 р. становила 11,4  м² (1917 р. — 7,1, 1956 р. — 4,9). За цими ж даними, у 1961-65 рр введено в дію 67,5 млн. м² житлової площі, у 1966-70 рр. — 70 млн м². Але умови проживання й далі були незадовільними і далеко гірші від побутових умов робітників розвинених капіталістичних країнах. Продовжує бути типовим явищем однокімнатне помешкання на робітничу родину із спільною для кількох родин кухнею.

## На Західній Україні до 1939 р.
На українських землях в Австро-Угорщині капіталізм й індустріалізація розвивалися спізнено й повільно, незважаючи на раннє скасування панщини і побудову залізниць. Щойно на початку XX століття промисловість на Західній Україні, особливо на Галичині, почала зростати (у великій мірі завдяки припливу чужинецького капіталу до нафтової промисловості), однак вона відставала від Центральних і Східних земель. Загалом Західна Україна була бідною, аграрно перенаселеною країною зі слабкою промисловістю (головні галузі: нафтова, харчова, деревообробна) з невеликими заводами. Тому чисельність робітників була незначною і зростала повільно. Зміни в чисельності всіх найманих робітників у Східній Галичині в промисловості, будівництві, транспорті й торгівлі (без поденних, сезонних та сільськогосподарських робітників) такі (у тис.): 1869 р. — 66,1, 1871 р. — 71,3, 1902 р. — 75,0 (на Закарпатті близько 70 тис., на Буковині близько 60 тис.). Чисельність всіх постійних робітників у народному господарстві (без сільського господарства) на 1900 р. — 113 тис.. Частка робітників у Східній Галичині, які працювали в обробній промисловості на заводах, що мали 20 і більше робітників (у тис.): 1890 — 15%, 1902 — 26%, 1910 — 36%, 1914 — понад 40%. Найбільші скупчення промислових і будівельних робітників на 1910 такі: в Галичині — Львів (18 тис. робітників), Борислав, Дрогобич, Стрий, Станиславів, Перемишль, Сянік; на Буковині — Чернівці; на Закарпатті — Ужгород, Мукачів, Берегово та ін.
Крім постійних робітників, багато було поденних і сезонних, які не поривали зв'язків з селом (наприклад, у нафтовій промисловості працювало 4 000 постійних і 10000 сезонних робітників; відповідна чисельність для Львова — 2 500 і 5 000). Безземельні й малоземельні селяни працювали поденними робітниками на панських фільварках, в основному на сезонних рільничих і лісових роботах. Близько 75000 (пересічні річні за 1907 р. — 12 тис.) виїздило на сезонні (зазвичай сільськогосподарські) роботи до Німеччини (до Пруссії), також до Чехії, Данії, Румунії. Великий відсоток сільського населення на Західній Україні не знаходячи праці на місці, еміґрував назавжди за океан (за 1890-1913 pp. від 700 тис. до 800 тис. українців). Разом з цим до міста і промисловості — часто до Львова й Борислава — переселялися представники інших національностей, не лише кваліфіковані фахівці (переважно німці), але й польські робітники із Західної Галичини. Цьому сприяла політика польської адміністрації. Це й було однією з причин того, що українці серед робітників становили меншість: у 1900 поміж усіх постійних робітників — 13% (за іншими даними 14,7%); поляки — 56%, євреї — 24,5%. На Закарпатті українці серед робітників становили близько 20%. Українців-робітників у Галичині, зайнятих постійно в промисловості й торгівлі нараховувалося близько 20 тис. у 1900 р. і на рівні 30 — 40 тис. у 1913 р.. Найбільший відсоток українці становили серед робітників у Східній Галичині в залізничних майстернях (бл. 40%), у будівничій, гірничій, добувній промисловості (по 24%); майже 100% серед сезонних лісових робітників. На Закарпатті в лісовій, лісообробній і соляній промисловості, на Буковині в лісовій і харчовій.
Серед робітників у Східній Галичині в 1900 р. жінки становили 9% (у 1860-70 pp. — 20%), діти й молодь до 20 років — 30% (робітників у віці до 30 pp. аж 62%). На підставі закону від 8 березня 1885 робочий день тривав 11 годин, хоча насправді ще 1897 р. переважно залишався на рівні 12 годин і тільки після страйку 1905 р. став здебільшого 11 годин. Він був різний для різних професій. Зарплатня робітників була незадовільна і її не вистачало навіть на дуже скромний прожиток. Вона була вдвічі нижча, ніж в Австрії й Чехії, а в українській Галичині нижча, ніж у поляків. За урядовими даними, пересічну денна платню промислових робітників в усій Галичині (1901 р.) становила 1,66 крони (у нафтовій — 2,20, у деревообробній — 1,62, на ґуральнях 1,26 і т. д.). Значно нижчою була зарплатня сільських робітників, зокрема сезонних. Велика різниця була між платнею кваліфікованих і некваліфікованих робітників. Цю мізерну платню зменшували нерегулярні виплати (подекуди бонами до фабричної крамниці), штрафи, часте безробіття. На початку XX століття зарплатня робітників у промисловості Західної України збільшилася завдяки страйкам профспілок, і була у 2,3 раза вища, ніж на Східній Україні; проте ціни проживання на Західній Україні були вищі. Порівняльна структура місячного бюджету витрат в середній родині робітників у Львові й Харкові була у 1910 р. така (1 карб. = 2,53 крон):
|              | У Львові | У Харкові        |
| ------------ | -------- | ---------------- |
| Разом витрат | 110 крон | 18,1 карбованців |
| Харчування   | 45,4%    | 56,9%            |
| Помешкання   | 31,8%    | 14,2%            |
| Інші потреби | 22,8%    | 28,9%            |

Житлові умови робітників на Західній Україні були такі ж важкі, як і на Східних і Центральних землях, найгірші в Бориславському районі, але й у Львові на початку XX століття 19% робітників жило у підвалах, 48% не мало ліжок. Багато робітників, зокрема сезонних, не мало постійного приміщення, соціального забезпечення й охорони праці.
За покращення важкої долі робітників дбали професійні спілки, які почали виникати з 1869 р. та проводили організовані страйки. Саме профспілки і політичні партії були їх організаторами на відміну від подібних заходів на українських землях у Російській імперії. Серед страйків можно виділити страйки 1895, 1899, 1905-06 pp. та великий аграрний страйк українських сільськогосподарських робітників у 1902 р.
Робітничий рух на Західній Україні розвинувся орієнтовно у 1890-их pp., хоч уже 1817 р. у Львові виникла перша у всій Україні організація робітників-друкарів (її членами були переважно поляки). Перша робітнича газета «Праця» (виходила польською мовою) була заснована 1878 р. українцем Й. Данилюком при співпраці з І. Франком й М. Павликом. Нечисленні українські робітничі та соціалістичні діячі співпрацювали з Соціал-Демократичною Партією Австрії, складовою частиною якої формально була Галицька Партія Соціал-Демократів (з 1897 р. — Соціал-Демократична Партія Галичини), що була утворена 1892 р. у Львові. У 1899 р. ця партія поділилася на польську і українську соц-дем. партії. 1905 р. постала й окрема єврейська соц-дем партія. Українські робітники, переважно залізничники, належали до УСДП, менше — до Української Радикальної Партії; на Буковині до УСДП.
У 1918 — 20 рр. політично свідомі українські і польські робітники стали на боці своїх новопосталих держав. Українські робітники, особливо залізничники, активно боролися за ЗУНР-УНР; їхні представники входили до складу Української Національної Ради та урядів обох українських держав.
Українські землі, що в 1920 — 39 рр. входили до складу Польщі, Чехословаччини і Румунії, залишалися й далі економічно недорозвиненими, аграрно перенаселеними країнами, слабо індустріалізованими. Для українського населення в Галичині й на Волині економічні відносини навіть погіршилися, бо, крім зменшення еміграції за океан, на їх землі прибували польські колоністи, українців майже не брали на працю в промисловості, а індустріалізація, яку провадила Польща на своїх корінних землях («Польща А»), не зачепила українських земель («Польща Б»). Дві госп. кризи 1921 — 23 і 1929 — 33 pp. вразили Зах. Україну й Закарпаття значно сильніше, ніж центр Польщі і Чехословаччину. Тому чисельність промислових робітників в Галичині й на Волині (без транспортних і будівельних робітників, ремісників, обслуги і безробітних) мінялися за приблизними підрахунками на підставі офіційної статистики так (у тис.): 1913 р. — 210 тис., 1925 р. — 147, 1928 р. — 221, 1931 р. — 123, 1932 р. — 123, 1934 р. — 141, 1936 р. — 163, 1938 р.  — 201, 1939 р. — 219. Одночасно збільшувалась кількість безробітних. За офіційними даними кількість осіб, які одержували допомогу в Галичині й на Волині зросла з 11200 осіб у 1923 р. до 33000 у 1937 р., а фактично набагато більше. На Закарпатті під час кризи було офіційно 22 тис. безробітних, на Буковині приблизно 25 — 30 тисяч.
За переписом 1931 р., у Галичині й на Волині було таке число робітників (у тис.): промисловість — 393,7, сільське господарство — 341,4. Разом з робітниками зайнятими в сільському господарстві, ремісниками і тими, що не були затруднені, а також з робітниками Закарпаття й Буковини загалом кількість робітників Зах. України (в кордонах 1945 р.) у 1930 — 31 рр. становила близько 1 260 000 (15% всього населення).
Робочий клас Західної України поповнювався дітьми робітників і ремісників та у незначній мірі селянами, що працювали переважно на українських підприємствах, але їх частина була незначною. Плинність кадрів в середовищі промислових робітників була велика: 1936 р. в Галичині 45%, на Волині 68%. Найбільше кадрових робітників працювало в залізничних майстернях, нафтовій і деревообробній промисловості. Великий відсоток робітників ще не порвав остаточно з сільським господарством. Зокрема серед українських робітників було відносно мало постійних і спадкових.
Як до 1914 р., так і в 1920 — 30-их рр. національний склад робітників на Західній Україні був строкатий, хоч відсоток українських робітників збільшився. За переписом 1931 р. (без робітників зайнятих у сільському господарстві) у трьох галузях (разом з польською частиною Львівського і Волинського воєводства) склад був таким (за українців вважаємо греко-католиків і православних, за поляків римо-католиків, за євреїв осіб Мойсеєвої віри):
|          | У тисячах | У %   |
| -------- | --------- | ----- |
| Українці | 134,3     | 34,1  |
| Поляки   | 192,0     | 48,8  |
| Євреї    | 59,9      | 15,2  |
| Інші     | 7,5       | 1,9   |
| Разом    | 393,7     | 100,0 |

Серед робітників сільського господарства припадало у тисячах: на українців 204,6 (61,8%) поляків 116,5 (35,2%), євреїв 4,1 (1,2%), ін. 6,2 (1,8%). Українці переважали також у лісовій промисловості, більший відсоток становили у будівельній, нафтовій, на цегельнях.
Робочий тиждень у робітників (крім сільського господарства) становив — 48-56 годин, з 1936р.  — 48 годин; відпустка — 8-15 днів на рік. Трудові суперечки між робітниками і працедавцями мали вирішувати суди праці. Декрет 1933 р. ввів колективні договори праці. У Польщі була свобода страйків (обмежена в 1938 р.).
Профспілковий рух у Польщі бурно розвивався у 1920-их pp., але після 1929 р. його значення було обмежене. Українці в ньому ролі не відігравали.
Більшість робітників Західної України жила досить злиденно. У 1928 р., що був найкращим роком, тижневий дохід родини робітників становив 45 золотих. Під час кризи 1929-33 рр. — реальна зарплатня промислових робітників на Західній Україні впала на 45% і навіть у 1939 р. становила лише 90% від рівня 1913 року. Реальна зарплатня в «Польщі Б» була завжди на 15-20% нижча, ніж у «Польщі А». У сільському господарстві робітники заробляли половину того, що в промисловості. Та все ж життєвий рівень робітників у Львові в 1939 р. був на 20% вищий, ніж робітників у Києві. На підставі офіційних даних, структура видатків місячного бюджету родини робітників виглядала приблизно так:
|                    | Львів (1938 р.) | Київ (1939 р.)  |
| ------------------ | --------------- | --------------- |
| Разом витрат       | 291 золотих     | 377 карбованців |
| Харчування         | 58,0%           | 55,3%           |
| Помешкання         | 12,2%           | 7,9%            |
| Одяг і взуття      | 16,9%           | 14,7%           |
| Прямі податки тощо | 5,2%            | 19,2%           |
| Інші потреби       | 7,7%            | 2,9%            |

Увесь час існувала нестача житла та соціального забезпечення робітників. У випадку поважної хвороби каси хворих (вони виникли ще у 1880-их pp.) давали безкоштовну лікарську допомогу впродовж 26 тижнів і 40—60% зарплатні. Їхні кошти на ⅔ утримували робітники, на ⅓ — працедавці. Існував державний інспекторат праці, що наглядав за правами робітників, безпекою праці тощо, але не дуже пильно.
Політично активними серед українських робітників були УСДП і УСРЛ, невеликі були впливи «Сельробу», КПЗУ і ОУН. На Закарпатті робітництво було під впливом соціально-демократичних і комуністичних партій (більшість з них становили євреї й угорці); на Буковині — УСДП, а після її ліквідації — комуністичних чужинських нелегальних організацій.